# Luis Miguel Madrid
Luis Miguel Madrid (Madrid, 3 de julio de 1960 - 18 de abril de 2020) fue un poeta, dramaturgo, crítico literario y promotor cultural español, director de la revista de cultura Babab.com.

## Biografía
Luis Miguel Madrid se licenció en Filología Hispánica en la Universidad Complutense de Madrid, donde se especializó en poesía latinoamericana mientras escribía poesía y teatro. En 1994 ganó el Premio Internacional de Poesía Arcipreste de Hita (Alcalá la Real) con su poemario Rua das janelas verdes que se publicó a la vez que se estrenaban y publicaban sus primeros textos teatrales. Más tarde escribió La caja italiana, Bomarzo y María de los demonios. En ese tiempo fundó además la revista cultural online Babab.com, de la que fue director desde entonces.
A la vez que continuó su producción poética con El sacrificio de ganar, El cine de las sábanas blancas y Un gol en la frente, completó sus trabajos literarios como dramaturgo, cuentista, letrista y crítico literario, siendo colaborador del Centro Virtual Cervantes (CVC-Instituto Cervantes), donde comisarió algunos monográficos sobre autores como Gabriel García Márquez o Juan José Arreola. Además, fue invitado a diversos festivales nacionales e internacionales.
Sus poemas han sido publicados en diversas antologías y revistas españolas y de varios países de Latinoamérica como Alpialdelapalabra, Casa de Poesía Silva o Arquitrave. También escribió varios prólogos y cartas de amor casamenteras. Al margen de su actividad como escritor, Luis Miguel Madrid ha dirigido en Madrid El Teatro de las Aguas y la Sala Madragoa. Desde 1995, fue director de María Pandora, librería-café/sala cultural del centro de Madrid. En 2013 participó además como actor en la segunda película de Jonás Trueba, Los ilusos. En 2017 fundó junto a su pareja Eva Contreras la editorial El Blanco de tus Ojos.

## Estilo
La poesía de Luis Miguel Madrid ha sido descrita como sencilla, coloquial e imaginativa, con versos cercanos capaces de llegar incluso a los menos habituados al género. De acuerdo al periodista Alejandro Luque, su lenguaje es «lo más llano y fibroso posible, de tal suerte que todo el aparato verbal vaya encaminado a lograr un efecto poderoso sobre el lector». Luque señala además que «Luis Miguel Madrid no va de virtuoso del lenguaje, pero lo manipula como un orfebre. Tampoco va de filósofo, pero algunos de sus versos pueden dejarte cavilando tres días». La aparente sencillez de sus poemas encierra profundas reflexiones muchas veces cargadas de ironía y en más casos aún de humor. Sus libros suelen tener un tema que enlaza todos los poemas que los componen y que a la vez sirve de excusa para hablar de las virtudes y miserias los afectos y emociones del ser humano. Unas veces esa excusa es el teatro (La caja italiana), otras el fútbol (Un gol en la frente) y otras la fortuna (El sacrificio de ganar), ofreciendo diversos niveles de profundización.

## Obra

### Poesía
- Rua das janelas verdes. Con prólogo de Núria Perpinyà. Delegación de Cultura del Excmo. Ayuntamiento de Alcalá la Real, Jaén, España, 1994.
- La caja italiana. Finalista en el Premio Antonio Machado de Sevilla y publicado en antologías y revistas literarias.
- Bomarzo. Publicado «por entregas» en la revista Babab.com.
- María de los demonios. Con prólogo de Zalín de Luis. Archione Editorial, S.L. Madrid, España, 2004.
- El cine de las sábanas blancas. Con prólogo de Guadalupe Elizalde. El Zahir Editorial. Bogotá, Colombia, 2009.
- El sacrificio de ganar. Con prólogo de Jonás Trueba. LápizCero Ediciones. Madrid, España, 2011.
- Un gol en la frente. Con prólogo de Armando G. Tejeda y dibujos de Ras de Rashid. Bohodón Ediciones S.L.. Madrid, España, 2014.
- A la vejez viruelas. Las hojas del baobab. Pliegos de cordel n.º 6.
- Moscas tres. Con prólogos de Mercedes Serna y Alejandro Luque. La Única Puerta a la Izquierda. L.U.P.I. Bilbao, España, 2017.
- Bomarzo. Con prólogo de Sigfrid Monleón y fotografías de Eva Contreras. Colección Laleñe (El Blanco de tus Ojos y La Única Puerta a la Izquierda). Madrid, España, 2019.

### Teatro
- Coño (inédito). Estrenada en la sala El Montacargas de Madrid por la actriz Chiqui Fernández en 1994.
- Dulce desazón. Estrenada en la sala El Montacargas de Madrid y publicada por la editorial Archione Teatro en Madrid, 1995.
- El día que me hice caca (inédito). Inspirado en las vivencias del actor Santiago Nogués, que protagonizó su estreno en la sala Galileo-Galilei de Madrid y numerosas representaciones en otras salas españolas.
- Tripa de Guanajo con música de Lola de Cea, estrenada en la Sala Triángulo de Madrid y publicada por la editorial Archione Teatro en Madrid, 1997.

### Ensayos
- El mundo sin Macondo. Monográfico sobre Gabriel García Márquez.[5] Centro Virtual Cervantes. Comisario, coordinador y autor de los artículos:
  - «Gabriel García Márquez: El mundo sin Macondo»[6]
  - Prosa en verso largo[7]
  - «Cien años de soledad: tristeza por entregas»[8]
  - «Diatriba de amor contra un hombre sentado»[9]
  - «Entrevista a Laura García»[10]
- Roberto Arlt. Monográfico sobre Roberto Arlt.[11] Centro Virtual Cervantes. Coordinador y autor de los artículos:
  - «Roberto Arlt: y que el futuro diga»[12]
  - «El juguete rabioso»[13]
  - «Los siete locos»[14]
  - «Los lanzallamas»[15]
  - «Aguafuertes porteñas»[16]
- «Camilo José Cela: El que resiste, gana». Un estudio sobre la vida y obra del premio nobel, publicado como homenaje póstumo del Centro Virtual Cervantes.[17]
- «Acerca de Hernández. Pensamientos largos». Sobre Felisberto Hernández. Centro Virtual Cervantes.[18]
- «El fox-trot de las sombras blancas». En el monográfico Luis Cernuda. Por este amor tan hondo que te tengo, especial sobre Cernuda en Babab.com.[19]
- «Nos queda la palabra. De la "Poesía social" a la "Canción de autor" en España». Ponencia de Luis Miguel Madrid durante el seminario-taller «Poesía y educación: crítica, pensamiento y sensibilidad» de las VI Jornadas Universitarias de Poesía Ciudad de Bogotá, presentada en diversas universidades bogotanas en octubre de 2014 y publicado en la revista Ulrika 51, Bogotá, 2014.[20]

### Prólogos de libros
- Presentación, en el poemario Hotel de Paola Cadena Pardo. Editorial Ulrika, Bogotá, 2008.
- El pasillo, en el poemario 49 habitaciones de Darío Sánchez Carbalho. El Zahir Editorial, Bogotá, 2009.
- Gotas de tinta, en el poemario Vaso de tinta, de Liliana Gastelbondo. Editorial Torremozas, Madrid, 2010.
- Bogotá con verso, en Ríos paralelos -7 poetas latinoamericanos contemporáneos-. Ulrika editores, Bogotá, 2013.
- Soledad criminal, en Soledad criminal, disco-libro de Fernando del Castillo Matamoros, fundador de la banda 1.280 almas. Publicado por Ulrika editores, Bogotá, 2014.
- A guiño de pájaro, en el poemario Entresábanas -de selvas y sábanas- de Jairo Bernal. Visión editorial, Colombia, 2014.
- Latido caminante, en Caminos de Viento, crónicas de la Ruta Inca, de Óscar Jara-Albán. Gania ediciones, Ecuador, 2018.

### Publicaciones en revistas
- Babab. Director desde el 2000. Diversas publicaciones de poemas y artículos de crítica y opinión listados en su página de autor.[21]
- Ulrika. Diversos artículos y antologías poéticas. Miembro colaborador en España desde 2003. Colombia.
- Hojas universitarias, Revista de la Universidad Central de Bogotá, n.º 55, pp. 162-163: Poemas. Bogotá, 2004.
- Casa de Poesía Silva n.º 23: XVII Festival Internacional de Poesía de Bogotá, publicación de poemas. Bogotá, Colombia, 2009.
- Arquitrave n.º 42, pp. 52-56: Poemas. Colombia, 2009.
- Alpialdelapalabra. «Luis Miguel Madrid: El sacrificio de ganar». Argentina, 2011.[22]
- Arquitrave n.º 53, pp. 47-57: Poemas con prólogo de Alejandro Luque. Colombia, 2012.

### Antologías
- Desde la otra orilla -Visita a la poesía española contemporánea-, editado por el Festival Internacional de poesía de Bogotá con el apoyo de la Embajada de España en Colombia y el Centro Cultural y Educativo Reyes Católicos, Bogotá, 2003.
- Memorias del XI Festival Internacional de poesía de Bogotá, editada por CORPOULRIKA - Corporación de las artes y las letras Ulrika - con el apoyo del Ministerio de Cultura de Colombia. Bogotá, 2003.
- 20 poetas españoles/colombianos: una exposición. Números 39/40 de Ulrika y Ministerio de Cultura de Colombia.
- Antología 30. Antología del premio de poesía Arcipreste de Hita, Alcalá la Real, 1979-2008. Editorial Pre-Textos, Valencia, 2009.
- Museum, la pintura escrita. Antología de la relación de la poesía con la pintura desde los orígenes de nuestra civilización hasta nuestros días. Litoral. Málaga, 2015.